# نیلز لوفگرن
نیلز لوفگرن (انگلیسی: Nils Lofgren؛ زادهٔ ۲۱ ژوئن ۱۹۵۱) یک موسیقی‌دان اهل ایالات متحده آمریکا است. وی از سال ۱۹۶۵ میلادی تاکنون مشغول فعالیت بوده‌است.